# Truculentus
Truculentus (Lo zoticone o anche Lo stizzoso) è il titolo di una commedia di Tito Maccio Plauto, scritta nel II secolo a.C., divisa in cinque atti.
Il titolo dell'opera è dovuto al carattere burbero e attaccabrighe del protagonista: il servo del contadino Strabace. Infatti in questa commedia Truculento risponde ai suoi interlocutori quasi sempre con battute volgari e con frasi aggressive e diffamatorie.

## Trama
La cortigiana ateniese Fronesio ha tre spasimanti e vuole divertircisi al massimo. Essi sono: Strabace, un campagnolo che possiede un servo (appunto Truculento), un benestante concittadino di nome Diniarco e infine un soldato sbruffone e spaccone straniero: Stratofane.
La ragazza in realtà ha progetti ben diversi: ingannarli e costringerli a pagare ciascuno un'ingente somma di denaro. Il servitore Truculento è il primo ad accorgersi della farsa e tenta di far andare via il suo padrone da quel bordello, ma la serva di Fronesio glielo impedisce. Subito ha inizio un'accesa disputa piena di offese e frasi volgarissime, e alla fine anche Truculento cadrà nella trappola della cortigiana.
Pianificando il suo ultimo atto, Fronesio, in compagnia di Stratofane, finge di aver generato un figlio dalla loro unione e vorrebbe essere risarcita. In realtà il pargolo è il frutto dell'unione di Diniarco con un'altra donna (figlia del vecchio Callicle). Quest'ultimo sarà costretto a sposarsi con la madre del bambino, mentre Fronesio, accordandosi con Diniarco potrà continuare ad ingannare i suoi due sciocchi amanti. C'è un altro modo per chiamare Fronesio, ovvero Frinetta.
Stratofane, il soldato spaccone e Strabace, il contadino padrone di Truculentus. Tutti e tre sono perdutamente innamorati di Fronesio, una cortigiana ateniese. Minore importanza hanno Ciamo, il servo di Diniarco, la pettinatrice di Fronesio, varie altre figure di servi, il vecchio Callicle, mentre non può essere dimenticata Astafio, la scaltrissima serva personale di Fronesio.
I tre uomini, Strabace, Stratofane e Diniarco, si aggirano davanti all’abitazione di Fronesio, che è sempre pronta ad accogliere i suoi spasimanti, purché le portino grandi compensi in denaro : in apertura di scena è proprio Diniarco, il giovane di città, a lamentarsi del fatto che, appena conosciuta Fronesio, poteva godere dei suoi favori in esclusiva, grazie ai suoi poderi, ora invece, dopo aver speso tutto in regali, si ritrova soppiantato dal più ricco Stratofane. Diniarco viene a sapere che Fronesio sta tramando un inganno a danno di costui , con l’aiuto della sua degna serva Astafio: procuratasi di nascosto un neonato, ella aveva finto di averlo partorito, per far così credere a Stratofane di esserne il padre e dunque legarlo a sé . Diniarco, dopo aver parlato a lungo con Astafio, ma deluso di non aver potuto chiarire la sua posizione con Fronesio, che si stava facendo un bagno, lascia la scena. Appena egli si è allontanato, ecco comparire Fronesio, che spiega al pubblico, rompendo “l’illusione scenica” , come imbroglierà il soldato ; non fa in tempo a terminare il suo discorso che irrompe sulla scena il borioso Stratofane, tutto pieno di sé perché convinto di essere il padre del bambino: Fronesio, però, lo tratta da ingrato e lo respinge in malo modo, perché, dopo i travagli del parto, egli - almeno a suo dire - non le ha portato regali degni.
Il soldato, che, uscito a sua volta di scena, si era in realtà nascosto lì vicino, assiste inorridito alla consegna di abbondanti regali a Fronesio da parte di Ciamo, accettati come pegno d’amore. Stratofane, dunque, ha un violento scontro verbale con Ciamo, durante il quale, benché sia armato di spada, è proprio il soldato ad avere più paura. Intanto torna dalla campagna Strabace, che, rubate venti mine al padre, porta la somma a Fronesio, di nascosto dal suo servo Truculentus, che odia le donne e gli sprechi del denaro di famiglia : persino Truculentus, però, alla fine della scena verrà astutamente sedotto da Astafio e fatto entrare nel “luogo della perdizione”, l’abitazione di Fronesio.
Le menzogne, però, hanno vita breve ed il vecchio Callicle, dopo aver torturato a suon di frustate una sua ancella e la pettinatrice Sira, viene a conoscere la verità : sua figlia ha avuto un bambino da Diniarco, neonato che poi è stato di soppiatto affidato a Fronesio, perché lo spacciasse come suo. Diniarco si fa subito avanti, promettendo di sposare la ragazza sedotta e chiede a Fronesio di restituirgli il suo legittimo figlio. La donna, dopo aver costretto Stratofane a pagarle un’ingente somma di denaro per il mantenimento del neonato che egli crede ancora essere suo figlio,  prontamente restituisce il bambino a Diniarco, con una soluzione di anagnwrisiv, riconoscimento, che accontenta tutti i personaggi :  Strabace è al primo posto nelle grazie della donna, in virtù dei suoi regali,  e Stratofane, mostratosi così generoso, conquista il secondo.
Anche se l’opera mostra un gusto comico, nelle sue battute, forse troppo distante dal nostro per ottenere ancora l’effetto di irresistibile ilarità che Plauto sicuramente esercitava sul suo pubblico, questa messa in scena risulta ugualmente pregevole, proprio per il tentativo - riuscito perfettamente - di far rivivere un mondo che affrontava già, più di duemila anni fa, gli stessi argomenti sui quali ancora oggi basiamo gli spunti più divertenti del nostro teatro comico: è sufficiente ricordare che il fulcro del Truculentus è proprio questa donna disinibita, Fronesio, che, pur dalla sua bassa posizione sociale (cortigiana), tiene in pugno ben tre uomini, senza che nessuno di essi riesca mai a protestare efficacemente.
Potrà, dunque, essersi affievolito l’effetto comico delle battute, ma non l’eterna freschezza del messaggio umano cui Plauto continuamente allude, “strizzando l’occhio” al suo pubblico.
| Controllo di autorità | VIAF (EN) 275023762 · BAV 492/77139 · LCCN (EN) no2013094709 · GND (DE) 4295297-9 · BNF (FR) cb150366744 (data) · J9U (EN, HE) 987007603492805171 |